# Украинско-эстонские отношения
Дипломатические отношения между Эстонией и Украиной установлены в 1992 году. Тогда же была открыта посольская служба Эстонии на Украине (в Киеве на Владимирской улице).

## История
В начале XX века украинские и эстонские политические силы сотрудничали в рамках Союза автономистов, Союза народов, Лиги инородческих народов России и Съезда народов России.

### Отношения между Украинской Народной Республикой и Эстонской Республикой в 1918—1921 годах
Первой попыткой установить украинско-эстонские дипломатические контакты стало решение Правления Киевского эстонского общества наделить своего руководителя Эдуарда Ритсона полномочиями представительства интересов граждан Эстонии при Правительстве Украинской державы «до прибытия на Украину официального представителя», принятое им 9 декабря 1918 года. 10 декабря он подал в украинское Министерство иностранных дел докладную записку о признании Эстонской Республики Антантой и некоторыми нейтральными государствами, а 12 декабря 1918 года — обращение к правительству как Временный представитель интересов эстонцев в Украинской державе с просьбой признать за ним право выдавать национальные паспорта, позволяющие избежать недоразумений в вопросах мобилизации. Однако по вопросу признания его представителем Эстонской Республики возникли принципиальные дискуссии — экспертную оценку было поручено произвести опытному юристу и дипломату Оттону Эйхелману. В своём ответе последний предложил решить вопрос на основании украинского закона о гражданстве ввиду того, что поданное предоставление полномочий формально не имеет юридического значения, поскольку о «существовании такого самостоятельного государства» ничего не известно — на тот момент провозглашенную 24 февраля 1918 года Эстонскую Республику захватили большевистские войска и провозгласили Эстляндскую трудовую коммуну.
После победы на Украине Антигетманского восстания Ритсон подал повторное прошение уже в Министерство иностранных дел восстановленной Украинской Народной Республики. В ответ 30 декабря 1918 года Правительство УНР предоставило Эдуарду Ритсону охранный лист как представителю Эстонии на Украине. УНР направила своего официального представителя в Эстонию почти через год, им в ноябре 1919 года стал Евгений Голицынский. В марте 1920 года Эстония официально признала независимость УНР.
На международной арене эстонско-украинское сотрудничество отобразилось в совместном выступлении на Парижской мирной конференции — в ответ на признание 12 июня 1919 года Верховным советом Антанты правительства Колчака единственным законным правительством на всем постимперском пространстве, представители теперь суверенных государств — Эстонии, Грузии, Северного Кавказа, Белоруссии, Украины и Азербайджана 17 июня подписали совместную ноту «протеста». Также УНР и Эстония принимали участие в Тартуской конференции балтийских стран в октябре 1919 года (Эстония на правах полноправного участника, УНР на правах наблюдателя. Государствами была признана необходимость создания военно-политического союза) и в конференции в Булдури в августе 1920 года (участвовали как равноправные участники). По итогам конференции были созданы Совет уполномоченных балтийских государств и Совет военных представителей стран-участниц.
Миссия УНР в Таллине действовала до января 1921 года, её последним фактическим руководителем стал секретарь Михаил Паращук.
Представители Эстонии на Украине:
- доктор Эдуард Ритсон. Назначен 9 декабря 1918 года[2].

Послы Украины в Эстонии:
- Евгений Голицынский. Назначен в ноябре 1919 года[1];
- Владимир Кедровский. Назначен 16 декабря 1919 года. По совместительству посол в Латвии, Литве и Финляндии[5].

Межправительственные договоры:
- Проект политической конвенции между Польшей, Латвией, Литвой, Украиной, Финляндией и Эстонией по итогам конференции в Булдури от 31 августа 1920 года[3].

Официальные ноты:
- Со стороны Украины:
  - Декларация правительства УНР об укреплении добрососедских отношений с Румынией и солидарными с Украиной балтийскими, черноморскими и кавказскими странами от 2 июня 1920 года[3].

### Отношения между Украинской ССР и Эстонской Республикой в 1921—1923 годах
Осенью 1920 года Правительство Эстонии обратилось к Совету народных комиссаров УССР с просьбой предоставить проживающим на Украине эстонцам «статус иностранных граждан». В ответ на данную просьбу Правительство Украинской Социалистической Советской Республики предложило сначала заключить политический договор — данная позиция была продиктована желанием Совета народных комиссаров РСФСР, уже заключившего к тому моменту Тартуский мирный договор с Эстонией, использовать украинско-эстонский договор для противодействия «польскому влиянию». Согласие руководства Эстонской Республики на проведение политических переговоров представители Советской Украины получили в декабре 1920 года во время советско-польских мирных переговоров в Риге.
Согласование условий переговоров происходило с июня по октябрь 1921 года. Местом их проведения изначально была выбрана Рига, однако в дальнейшем было принято решение перенести их в Москву. Остро встал вопрос очерёдности заключения договоров — эстонская сторона настаивала на заключении в первую очередь договора о репарации, советская — на первоочерёдности политического соглашения. Точку в дипломатическом противостоянии поставил ультиматум Председателя СНК УССР Христиана Раковского, которым он решил «надавить» на эстонскую сторону — 30 июня он заявил об отказе в предоставлении эстонцам, проживавшим на Украине, статуса иностранных граждан и применении к ним советского законодательства, что означало начало их призыва на военную службу в ряды Красной армии. После этого сторонами была принята советская дорожная карта подписания соглашений.
25 ноября 1921 года был подписан «Договор между УССР и Эстонией», предусматривающий: взаимное признание, отказ от любых финансовых претензий, запрет на пребывание на территориях подписантов лиц, воинских формирований и организаций, ставивших целью свержение правительства и существующего политического строя в противоположном государстве-подписанте; нейтралитет на случай войны одной из сторон соглашения с третьей стороной; установление дипломатических отношений. Также в этот день было подписано соглашение «О порядке оптации гражданства» и «Правила вывоза имущества лиц, оптирующих украинское (эстонское) гражданство». Стороны договорились о репатриации эстонцев и возвращении части имущества, в том числе библиотек, архивов, художественных произведений, документов, вывезенных российскими войсками из Эстонии во время Первой мировой войны и оставленных на Украине. В дальнейшем были подписаны: «Дополнительный протокол к ст. XVI Договора между УССР и Эстонией» (27 мая 1922 года), «Дополнительный протокол к Договору между УССР и Эстонией» (18 декабря 1922 года) и «Санитарная конвенция» (25 июня 1923 года). Полномочным представителем УССР в государствах Прибалтики был назначен уполномоченный по делам репатриации Евгений Терлецкий, его заместителем по Эстонии — М. Гордон. Послом Эстонии в УССР по совместительству был назначен посол в РСФСР Тынис Варес.
Полномочные представители УССР в государствах Прибалтики:
- Евгений Терлецкий. Назначен в 1921 году[6].

Послы Эстонии в УССР:
- Тынис Варес. Назначен в 1921 году. По совместительству посол в РСФСР[6][7].

Межправительственные договоры:
- Договор между УССР и Эстонией от 25 ноября 1921 года[6];
- Соглашение «О порядке оптации гражданства» от 25 ноября 1921 года[6];
- Правила вывоза имущества лиц, оптирующих украинское (эстонское) гражданство от 25 ноября 1921 года[6];
- Дополнительный протокол к ст. XVI Договора между УССР и Эстонией от 27 мая 1922 года[6];
- Дополнительный протокол к Договору между УССР и Эстонией от 18 декабря 1922 года[6];
- Санитарная конвенция от 25 июня 1923 года[6].

## Чрезвычайные и полномочные послы Эстонии на Украине
1. Андрей Биров (1992—1995),
2. Тийт Матсулевич (1996—1999),
3. Тийт Набер (1999—2001),
4. Пауль Леттенс (2001—2006),
5. Яан Хейн (2007—2011)
6. Лаури Лепик (2011—2012)
7. Сулев Каннике (2012—2014)
8. Герт Антсу (2014 – 2019)
9. Каимо Кууск (2019–2023)
10. Аннели Кольк ( с 2023)

## Договорно-правовая база
Договорно-правовая база отношений между Украиной и Эстонской Республикой охватывает широкий спектр отраслей двустороннего сотрудничества, включая политическую, торгово-экономическую, научно-техническую, гуманитарную, правоохранительную и др. сферы. Эта база является разветвленной и достаточно эффективной и включает 53 двусторонних документа, среди которых — 3 межгосударственных соглашения, 15 межправительственных и 35 межведомственных. Ключевыми документами являются: Договор между Украиной и Эстонской Республикой о дружбе и сотрудничестве (26.05.1992 г.) и Соглашение между Правительством Украины и Правительством Эстонской Республики об экономическом, промышленном и научно-техническом сотрудничестве (15.01.2007 г.).
Эстония, как участник Киевской конференции доноров чернобыльских проектов 19 апреля 2011 года, сделала взнос 36 тыс. долл.
16 ноября 2011 года Чрезвычайный и Полномочный Посол Эстонской Республики Лаури Лепик вручил верительные грамоты Президенту Украины Виктору Януковичу.

## Политические отношения между Украиной и Эстонией на уровне глав государств
26 мая 1992 года — официальный визит Президента Украины Л. Кравчука в Эстонскую Республику. Подписан Договор о дружбе и сотрудничестве между Украиной и Эстонской Республикой.
24-25 мая 1995 года — государственный визит Президента Украины Л. Кучмы в Эстонию.
В его ходе состоялись встречи с Президентом Эстонии Л. Мери, премьер-министром Т. Вяхи, спикером парламента Т. Савве; подписаны Декларация об углублении сотрудничества и партнерства между Украиной и Эстонской Республикой, пакет других двусторонних документов.
27 мая 1997 года — рабочий визит Президента Украины Л. Кучмы в Эстонию, в ходе которого состоялась встреча президентов пяти государств: Украины, Польши, Латвии, Литвы, Эстонии.
27 мая 2006 года — Рабочий визит Президента Украины В.Ющенко в Эстонию .
23 января 2017 года — официальный визит Президента Украины П.Порошенко в Эстонскую Республику.

## Программа сотрудничества в области культуры на 2012—2016 годы
Подписание Программы сотрудничества в сфере культуры между Министерством культуры Украины и Министерством культуры Эстонской Республики на 2012—2016 годы состоялось 30 ноября в рамках трехдневного официального визита в Украину министра культуры Эстонской Республики Рейна Ланга и Министра иностранных дел Эстонской Республики Урмаса Паэта.
С украинской стороны Программу подписал Первый заместитель Министра культуры Юрий Богуцкий, с эстонской — Министр культуры Рейн Ланг.
Во время встречи Юрий Богуцкий и Рейна Ланга, прошедшей в Доме Митрополита Национального заповедника «София Киевская», стороны обсудили вопросы развития культуры двух стран, вопросы государственной политики Украины и Эстонии по работе с национальными меньшинствами и религиозными организациями, законодательные инициативы правительств обеих стран в области культуры и тому подобное.
Министр культуры Эстонской Республики Рейн Ланг отметил, что на сегодняшнем этапе Украина может стать примером для многих стран, в том числе, и для стран Евросоюза, в вопросе налаживания межнациональных и межрелигиозных отношений внутри страны. Также стороны обсудили состояние киноотрасли в Украине и Эстонии.
«За последний год в Эстонии было снято 9 художественных фильмов, для страны с населением в 1,3 миллиона является бесспорным достижением, которым мы можем гордиться. Эстонское правительство принял участие в создании этих фильмов  — нами было выделено до 70 % средств для их финансирования. Сегодня многие наши продюсеры хотят найти партнеров для создания качественного кинематографа не только внутри страны, но и за её пределами. И мы очень заинтересованы в реализации совместных кинопроектов с Украиной»,  — отметил Министр культуры Эстонской республики.
В ответ Юрий Богуцкий отметил, что Украина приветствует такое сотрудничество: «Мы готовы организовать соответствующие встречи на всех возможных уровнях и поддержать все совместные культурные проекты с Эстонией».
Наконец стороны торжественно подписали Программу сотрудничества в сфере культуры между Министерством культуры Украины и Министерством культуры Эстонской Республики на 2012—2016 годы. Указанная Программа станет действенным инструментом в активизации и развития культурного обмена между двумя дружественными государствами.
Также в рамках визита в Украину Министра культуры Эстонскую Республику Рейна Ланга и Министра иностранных дел Эстонской Республики Урмаса Паэта предполагается торжественное открытие нового Посольства Эстонской Республики в Украине, посещение оперы Джакомо Пуччини «Мадам Баттерфляй» в Национальной опере Украине им. Т.  Г.  Шевченко и юбилейного концерта известного эстонского музыкального ансамбля «Hortus Musicus» в Национальной филармонии Украины.